# Colletotrichum mahoniae
Colletotrichum mahoniae är en svampart som beskrevs av Fabric. 1950. Colletotrichum mahoniae ingår i släktet Colletotrichum och familjen Glomerellaceae.   Inga underarter finns listade i Catalogue of Life.